# کورتیس پی-۴۰
کورتیس پی۴۰ وارهاوک (به انگلیسی: Curtiss_P-40_Warhawk) یک هواگرد از نوع هواپیمای جنگنده ساخت شرکت Curtiss-Wright Corporation است. هواگرد کورتیس پی۴۰ وارهاوک نخستین پروازش را در ۱۴ اکتبر ۱۹۳۸ میلادی انجام داد. در مجموع، تعداد ۱۳٬۷۳۸ فروند از این هواگرد ساخته شده‌است.